# Jonny Hanssen
Jonny Hanssen (Narvik, 13 dicembre 1972) è un allenatore di calcio ed ex calciatore norvegese, di ruolo centrocampista. Attualmente, allena l'Hasle-Løren.

## Carriera

### Giocatore

#### Club
Hanssen cominciò la carriera con la maglia del Mjølner, per poi passare al Tromsø. Esordì nella Tippeligaen in data 17 aprile 1994, quando fu titolare nel pareggio a reti inviolate contro il Sogndal. Il 28 giugno 1995, arrivò la sua prima rete nella massima divisione norvegese: fu infatti autore di un gol nel 2-2 contro lo Stabæk. Fece parte della squadra che vinse la Coppa di Norvegia 1996, ma non giocò la finale.
Passò poi ai belgi dell'Eendracht Aalst, prima di fare ritorno al Tromsø. Nel 2002 fu ingaggiato dal Lyn Oslo, formazione per cui debuttò il 14 aprile, impiegato come titolare e realizzando il gol che garantì il successo per 0-1 sul Bryne. Nel 2004, passò ai danesi dello Aarhus, disputando il primo incontro nella Superligaen in occasione della sconfitta per 3-1 in casa del Silkeborg, datata 1º agosto. Chiuse la carriera in Norvegia, prima tornando al Mjølner e poi al Drøbak/Frogn.

#### Nazionale
Conta 5 presenze per la Norvegia. Debuttò il 18 gennaio 1997, quando fu impiegato come titolare nell'amichevole contro la Corea del Sud, persa per 0-1.

### Allenatore
Dal 2010, è allenatore del Frognerparken. A giugno 2015 è diventato allenatore dell'Hasle-Løren.

## Statistiche

### Cronologia presenze e reti in nazionale
| Cronologia completa delle presenze e delle reti in nazionale ― Norvegia | Cronologia completa delle presenze e delle reti in nazionale ― Norvegia | Cronologia completa delle presenze e delle reti in nazionale ― Norvegia | Cronologia completa delle presenze e delle reti in nazionale ― Norvegia | Cronologia completa delle presenze e delle reti in nazionale ― Norvegia | Cronologia completa delle presenze e delle reti in nazionale ― Norvegia | Cronologia completa delle presenze e delle reti in nazionale ― Norvegia | Cronologia completa delle presenze e delle reti in nazionale ― Norvegia |
| Data                                                                    | Città                                                                   | In casa                                                                 | Risultato                                                               | Ospiti                                                                  | Competizione                                                            | Reti                                                                    | Note                                                                    |
| ----------------------------------------------------------------------- | ----------------------------------------------------------------------- | ----------------------------------------------------------------------- | ----------------------------------------------------------------------- | ----------------------------------------------------------------------- | ----------------------------------------------------------------------- | ----------------------------------------------------------------------- | ----------------------------------------------------------------------- |
| 18-1-1997                                                               | Melbourne                                                               | Norvegia                                                                | 0 – 1                                                                   | Corea del Sud                                                           | Australia Four-Nations Tournament 1997                                  | -                                                                       | 26’ 79’                                                                 |
| 22-1-1997                                                               | Brisbane                                                                | Norvegia                                                                | 3 – 0                                                                   | Nuova Zelanda                                                           | Australia Four-Nations Tournament 1997                                  | -                                                                       |                                                                         |
| 24-1-2001                                                               | Hong Kong                                                               | Norvegia                                                                | 3 – 2                                                                   | Corea del Sud                                                           | Carlsberg Cup 2001                                                      | -                                                                       | 88’                                                                     |
| 26-1-2003                                                               | Sharja                                                                  | Emirati Arabi Uniti                                                     | 1 – 1                                                                   | Norvegia                                                                | Amichevole                                                              | -                                                                       | 67’                                                                     |
| 28-1-2003                                                               | Mascate                                                                 | Oman                                                                    | 1 – 2                                                                   | Norvegia                                                                | Amichevole                                                              | -                                                                       | 86’                                                                     |
| Totale                                                                  |                                                                         | Presenze                                                                | 5                                                                       |                                                                         | Reti                                                                    | 0                                                                       |                                                                         |

## Palmarès

### Club

#### Competizioni nazionali
- Coppa di Norvegia: 1

Tromsø: 1996